# Saumeray
Saumeray est une commune française située dans le département d'Eure-et-Loir en région Centre-Val de Loire.

## Géographie

### Situation
Saumeray est un petit bourg situé sur les bords du Loir, entre Alluyes et Illiers-Combray.

C'est l'une des 20 communes de l'ancien canton de Bonneval.

Situation géographique
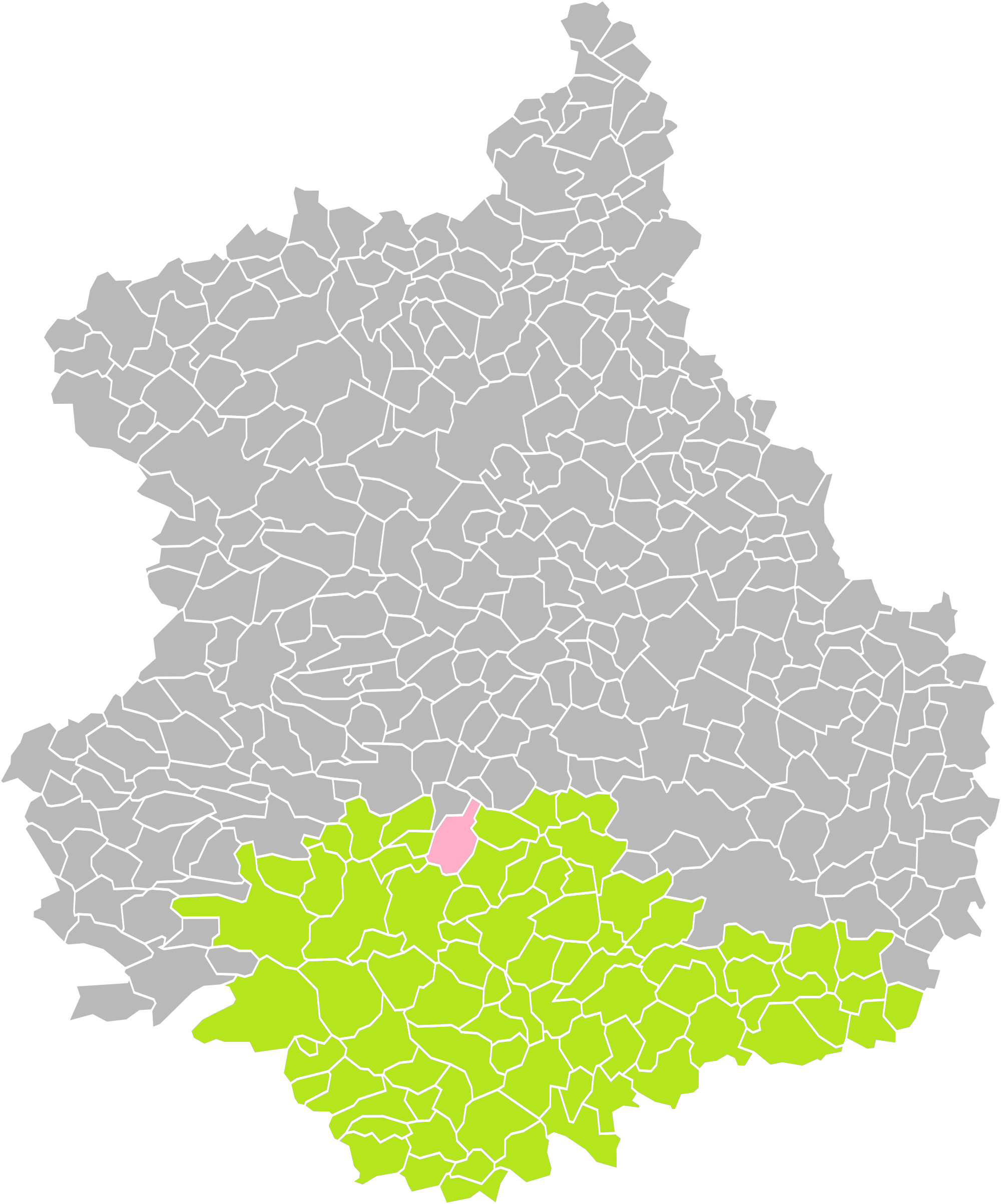
Saumeray dans son arrondissement.
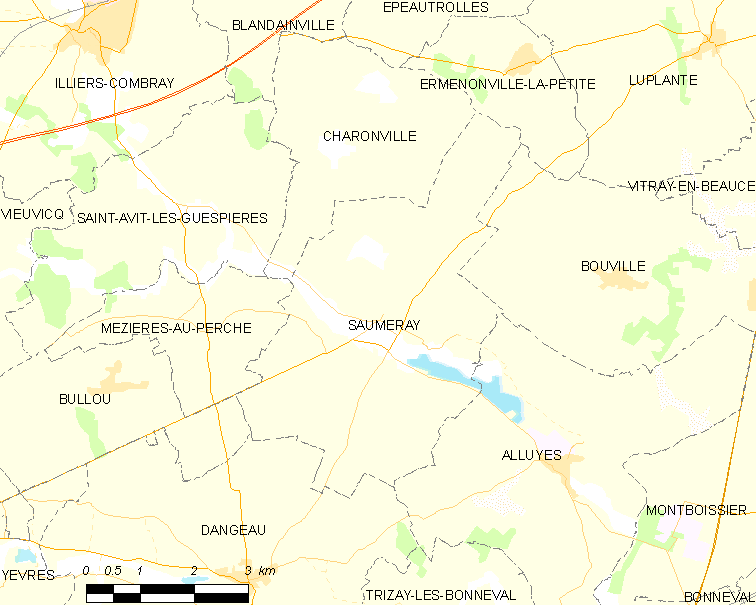
Carte de la commune de Saumeray.

### Communes limitrophes
| Saint-Avit-les-Guespières | Charonville | Ermenonville-la-Petite |
| Mézières-au-Perche        | Saumeray    | Bouville               |
| Bullou                    | Dangeau     | Alluyes                |

### Hydrographie
La commune est traversée par la rivière le Loir, affluent en rive gauche de la Sarthe, donc sous-affluent du fleuve la Loire par la Maine.

### Climat
Pour des articles plus généraux, voir Climat du Centre-Val de Loire et Climat d'Eure-et-Loir.
En 2010, le climat de la commune est de type climat océanique dégradé des plaines du Centre et du Nord, selon une étude du CNRS s'appuyant sur une série de données couvrant la période 1971-2000. En 2020, Météo-France publie une typologie des climats de la France métropolitaine dans laquelle la commune est exposée à un climat océanique altéré et est dans une zone de transition entre les régions climatiques « Sud-ouest du bassin Parisien » et « Moyenne vallée de la Loire ». 
Pour la période 1971-2000, la température annuelle moyenne est de 10,7 °C, avec une amplitude thermique annuelle de 14,7 °C. Le cumul annuel moyen de précipitations est de 640 mm, avec 10,9 jours de précipitations en janvier et 7,5 jours en juillet. Pour la période 1991-2020, la température moyenne annuelle observée sur la station météorologique de Météo-France la plus proche, sur la commune de Blandainville à 7 km à vol d'oiseau, est de 11,2 °C et le cumul annuel moyen de précipitations est de 626,2 mm,. Pour l'avenir, les paramètres climatiques de la commune estimés pour 2050 selon différents scénarios d'émission de gaz à effet de serre sont consultables sur un site dédié publié par Météo-France en novembre 2022.

## Urbanisme

### Typologie
Au 1er janvier 2024, Saumeray est catégorisée commune rurale à habitat dispersé, selon la nouvelle grille communale de densité à 7 niveaux définie par l'Insee en 2022.
Elle est située hors unité urbaine. Par ailleurs la commune fait partie de l'aire d'attraction de Chartres, dont elle est une commune de la couronne,. Cette aire, qui regroupe 117 communes, est catégorisée dans les aires de 50 000 à moins de 200 000 habitants,.

### Occupation des sols
L'occupation des sols de la commune, telle qu'elle ressort de la base de données européenne d’occupation biophysique des sols Corine Land Cover (CLC), est marquée par l'importance des territoires agricoles (96,7 % en 2018), en diminution par rapport à 1990 (98,4 %). La répartition détaillée en 2018 est la suivante : 
terres arables (88,7 %), prairies (6,7 %), milieux à végétation arbustive et/ou herbacée (1,7 %), eaux continentales (1,4 %), zones agricoles hétérogènes (1,3 %), mines, décharges et chantiers (0,2 %). L'évolution de l’occupation des sols de la commune et de ses infrastructures peut être observée sur les différentes représentations cartographiques du territoire : la carte de Cassini (XVIIIe siècle), la carte d'état-major (1820-1866) et les cartes ou photos aériennes de l'IGN pour la période actuelle (1950 à aujourd'hui).

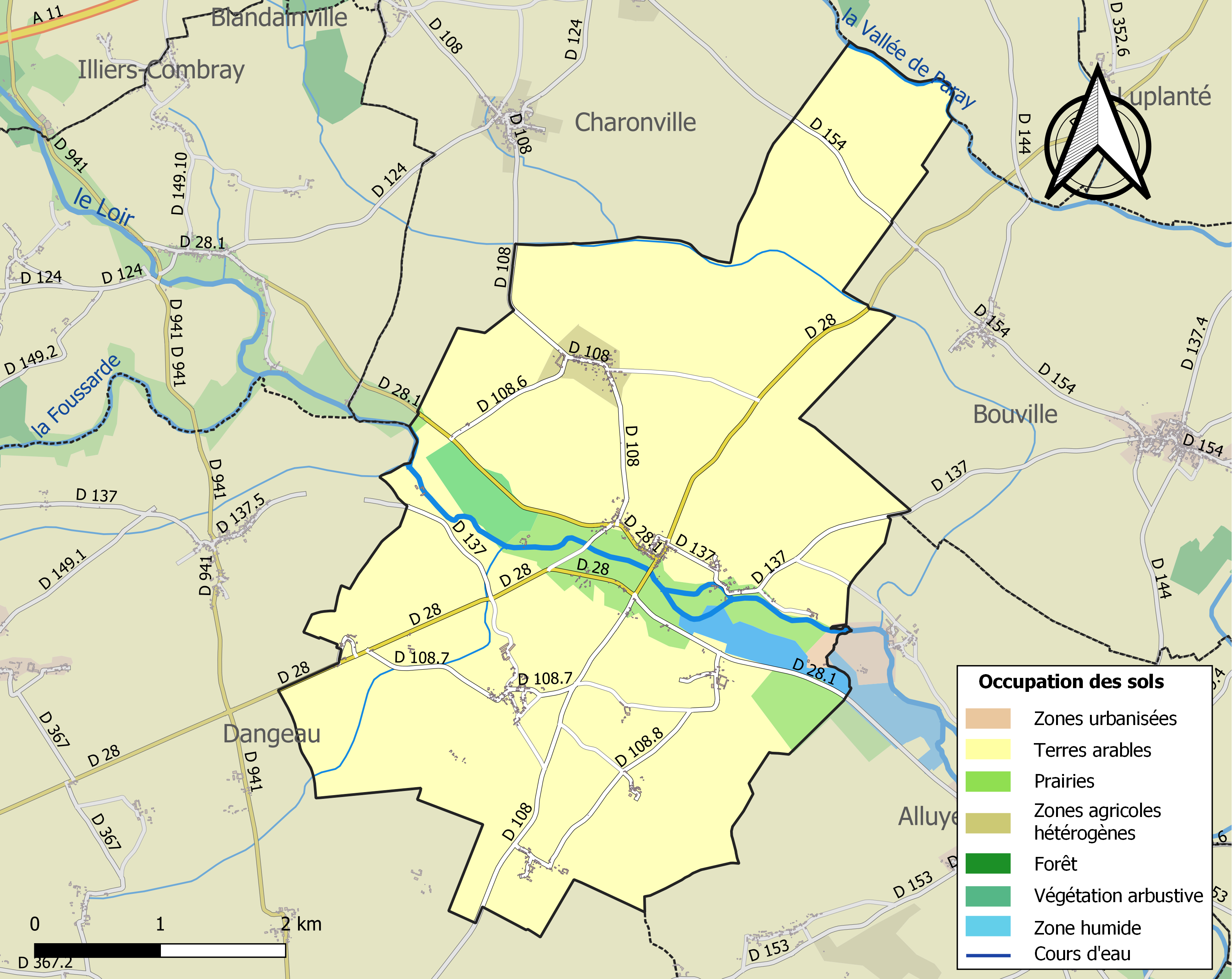
Carte des infrastructures et de l'occupation des sols de la commune en 2018 (CLC).

### Risques majeurs
Le territoire de la commune de Saumeray est vulnérable à différents aléas naturels : météorologiques (tempête, orage, neige, grand froid, canicule ou sécheresse), inondations, mouvements de terrains et séisme (sismicité très faible). Il est également exposé à un risque technologique, le transport de matières dangereuses. Un site publié par le BRGM permet d'évaluer simplement et rapidement les risques d'un bien localisé soit par son adresse soit par le numéro de sa parcelle.

#### Risques naturels
Certaines parties du territoire communal sont susceptibles d’être affectées par le risque d’inondation par débordement de cours d'eau, notamment le Loir et la Vallée de Paray. La commune a été reconnue en état de catastrophe naturelle au titre des dommages causés par les inondations et coulées de boue survenues en 1995, 1999 et 2001 et au titre des inondations par remontée de nappe en 2001,.

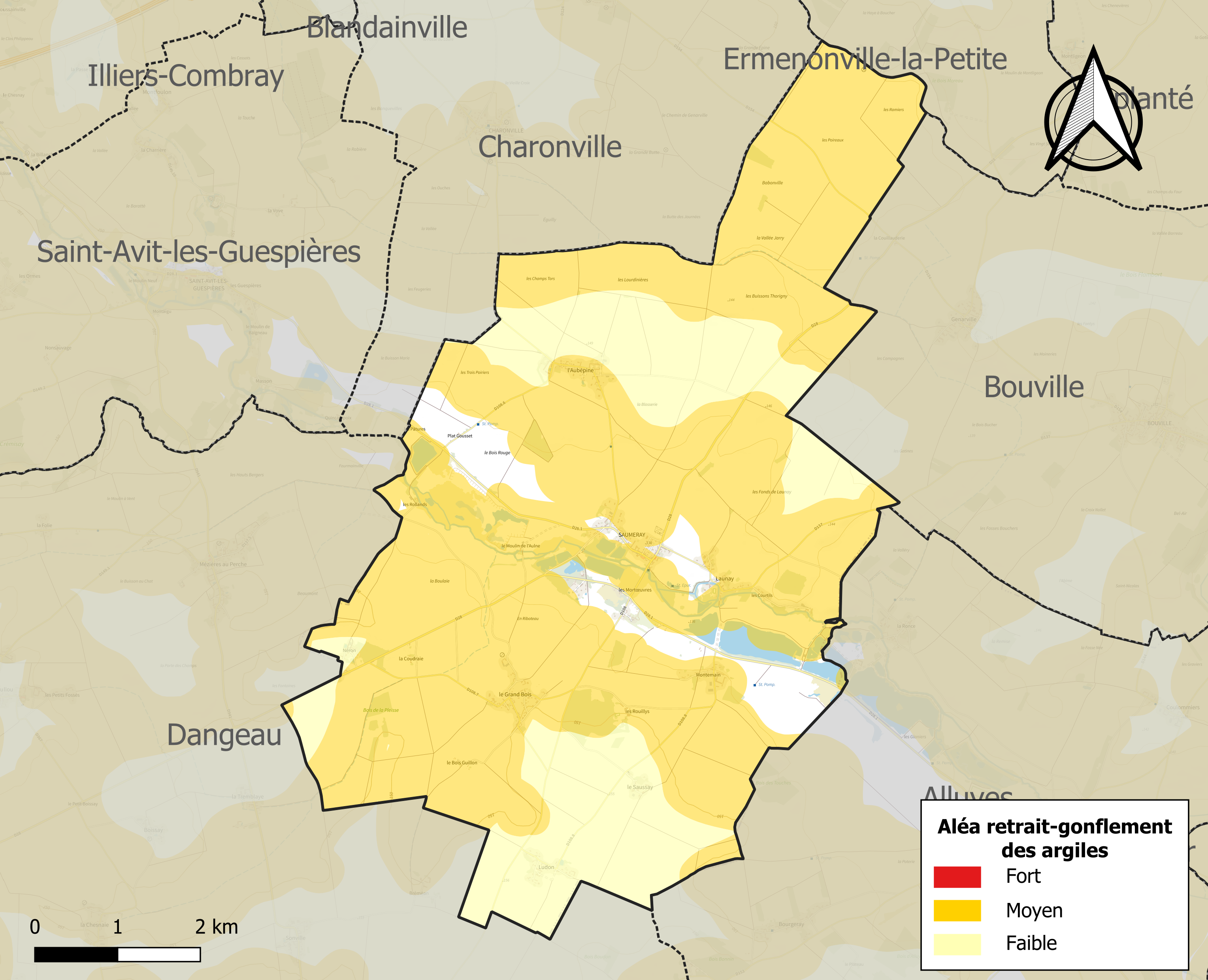
Carte des zones d'aléa retrait-gonflement des sols argileux de Saumeray.

Les mouvements de terrains susceptibles de se produire sur la commune sont des affaissements et effondrements liés aux cavités souterraines. L'inventaire national des cavités souterraines permet de localiser celles situées sur la commune.
Le retrait-gonflement des sols argileux est susceptible d'engendrer des dommages importants aux bâtiments en cas d’alternance de périodes de sécheresse et de pluie. 72,1 % de la superficie communale est en aléa moyen ou fort (52,8 % au niveau départemental et 48,5 % au niveau national). Sur les 252 bâtiments dénombrés sur la commune en 2019, 169 sont en aléa moyen ou fort, soit 67 %, à comparer aux 70 % au niveau départemental et 54 % au niveau national. Une cartographie de l'exposition du territoire national au retrait gonflement des sols argileux est disponible sur le site du BRGM,.
Concernant les mouvements de terrains, la commune a été reconnue en état de catastrophe naturelle au titre des dommages causés par des mouvements de terrain en 1999.

#### Risques technologiques
Le risque de transport de matières dangereuses sur la commune est lié à sa traversée par des infrastructures routières ou ferroviaires importantes ou la présence d'une canalisation de transport d'hydrocarbures. Un accident se produisant sur de telles infrastructures est en effet susceptible d’avoir des effets graves au bâti ou aux personnes jusqu’à 350 m, selon la nature du matériau transporté. Des dispositions d’urbanisme peuvent être préconisées en conséquence.

## Toponymie
Le nom de la localité est attesté sous les formes Salmericum en 1079, Salmeredum, Salmeriacum vers 1180, Sarmeriacum en 1207, Saumereium en 1239.

## Histoire
Autrefois, Saumeray était un prieuré dépendant de l'abbaye Saint-Florentin de Bonneval.
Saumeray possède des lieux-dits qui étaient déjà mentionnés en 1453 à Bois Guillon, avec la seigneurie d'où sont issus les Boisguyon, en 1564 avec la seigneurie de l'Aubépine, et en 1768 avec l'importante châtellenie de Launay.

## Politique et administration

### Liste des maires
| Période                                  | Période   | Identité         | Étiquette | Qualité                       |
| ---------------------------------------- | --------- | ---------------- | --------- | ----------------------------- |
| mars 2001                                | mars 2008 | Michel Fleury    |           |                               |
| mars 2008                                | En cours  | Daniel Berthomé, | SE        | Ancien agriculteur exploitant |
| Les données manquantes sont à compléter. |           |                  |           |                               |

## Population et société

### Démographie
L'évolution du nombre d'habitants est connue à travers les recensements de la population effectués dans la commune depuis 1793. Pour les communes de moins de 10 000 habitants, une enquête de recensement portant sur toute la population est réalisée tous les cinq ans, les populations de référence des années intermédiaires étant quant à elles estimées par interpolation ou extrapolation. Pour la commune, le premier recensement exhaustif entrant dans le cadre du nouveau dispositif a été réalisé en 2006.

En 2022, la commune comptait 467 habitants, en évolution de −4,5 % par rapport à 2016 (Eure-et-Loir : −0,23 %, France hors Mayotte : +2,11 %).
| 1793 | 1800 | 1806 | 1821 | 1831 | 1836 | 1841 | 1846 | 1851 |
| ---- | ---- | ---- | ---- | ---- | ---- | ---- | ---- | ---- |
| 470  | 491  | 482  | 514  | 685  | 768  | 762  | 724  | 782  |

| 1856 | 1861 | 1866 | 1872 | 1876 | 1881 | 1886 | 1891 | 1896 |
| ---- | ---- | ---- | ---- | ---- | ---- | ---- | ---- | ---- |
| 760  | 772  | 759  | 741  | 749  | 722  | 737  | 760  | 752  |

| 1901 | 1906 | 1911 | 1921 | 1926 | 1931 | 1936 | 1946 | 1954 |
| ---- | ---- | ---- | ---- | ---- | ---- | ---- | ---- | ---- |
| 707  | 738  | 675  | 618  | 633  | 625  | 632  | 621  | 553  |

| 1962 | 1968 | 1975 | 1982 | 1990 | 1999 | 2006 | 2011 | 2016 |
| ---- | ---- | ---- | ---- | ---- | ---- | ---- | ---- | ---- |
| 488  | 413  | 341  | 295  | 333  | 354  | 405  | 441  | 489  |

| 2021 | 2022 | - | - | - | - | - | - | - |
| ---- | ---- | - | - | - | - | - | - | - |
| 480  | 467  | - | - | - | - | - | - | - |

## Économie
La commune de Saumeray, d'une superficie de 1946 ha, est essentiellement agricole. On y cultive principalement des céréales.

Quelques prairies, où paissent des moutons, bordent le Loir. Les bords de la rivière et beaucoup de petits étangs individuels attirent les pêcheurs.
Côté industrie, Saumeray possède un moulin qui produit la farine de Beauce, situé à Crouzet. Une entreprise d'industrie du nettoyage, des artisans - maçons, menuisiers, plombier, garagiste - et un café restaurant prennent part à la vie de la commune.

## Culture locale et patrimoine

### Lieux et monuments

#### Église Saint-Jean-Baptiste
Inscrit MH (1971).

Au milieu du bourg, l'église Saint Jean-Baptiste du XIIIe siècle est d'origine romane.

L'église Saint-Jean-Baptiste
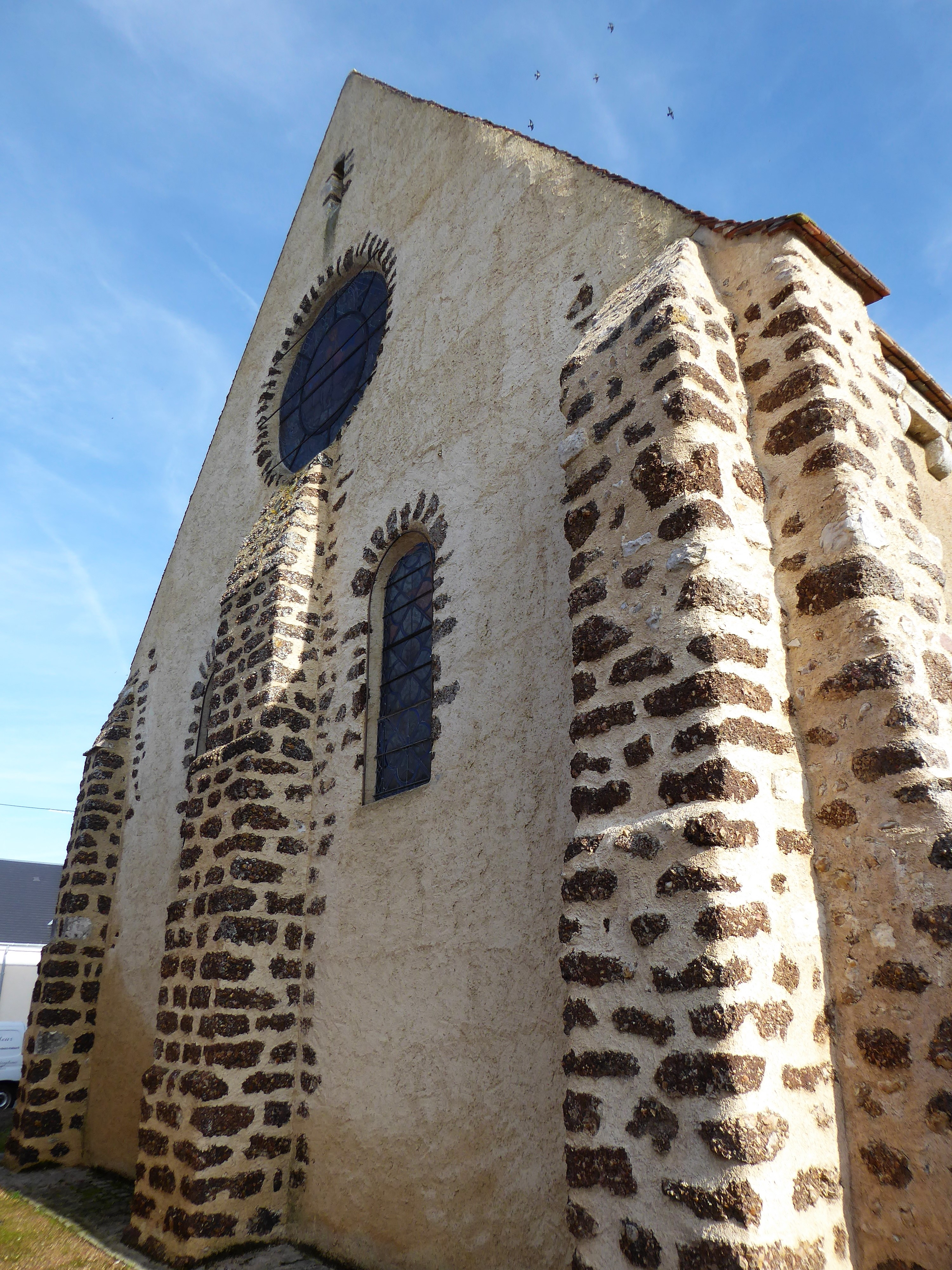
Façade ouest.
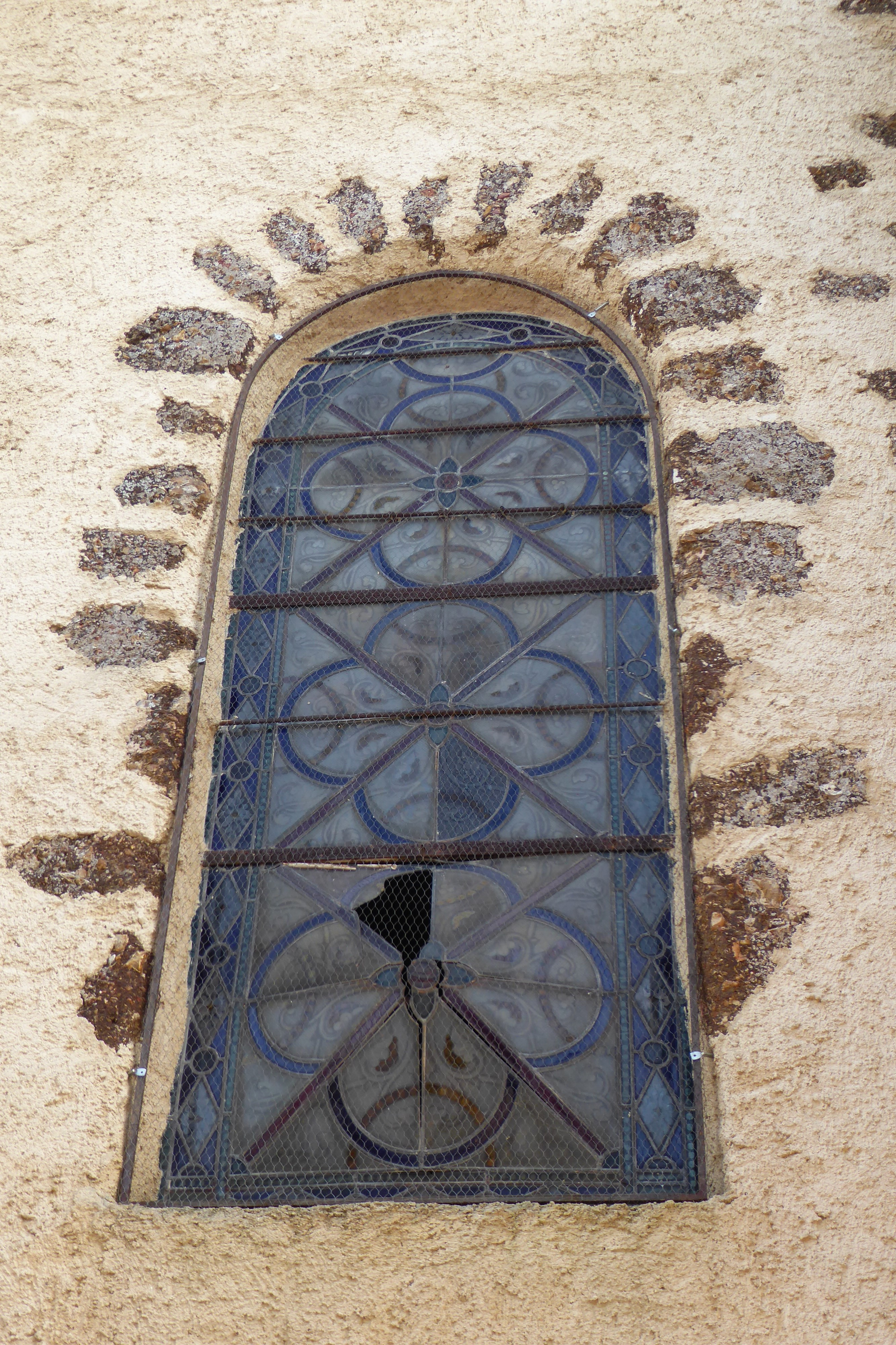
Vitrail endommagé, façade ouest, 2017.
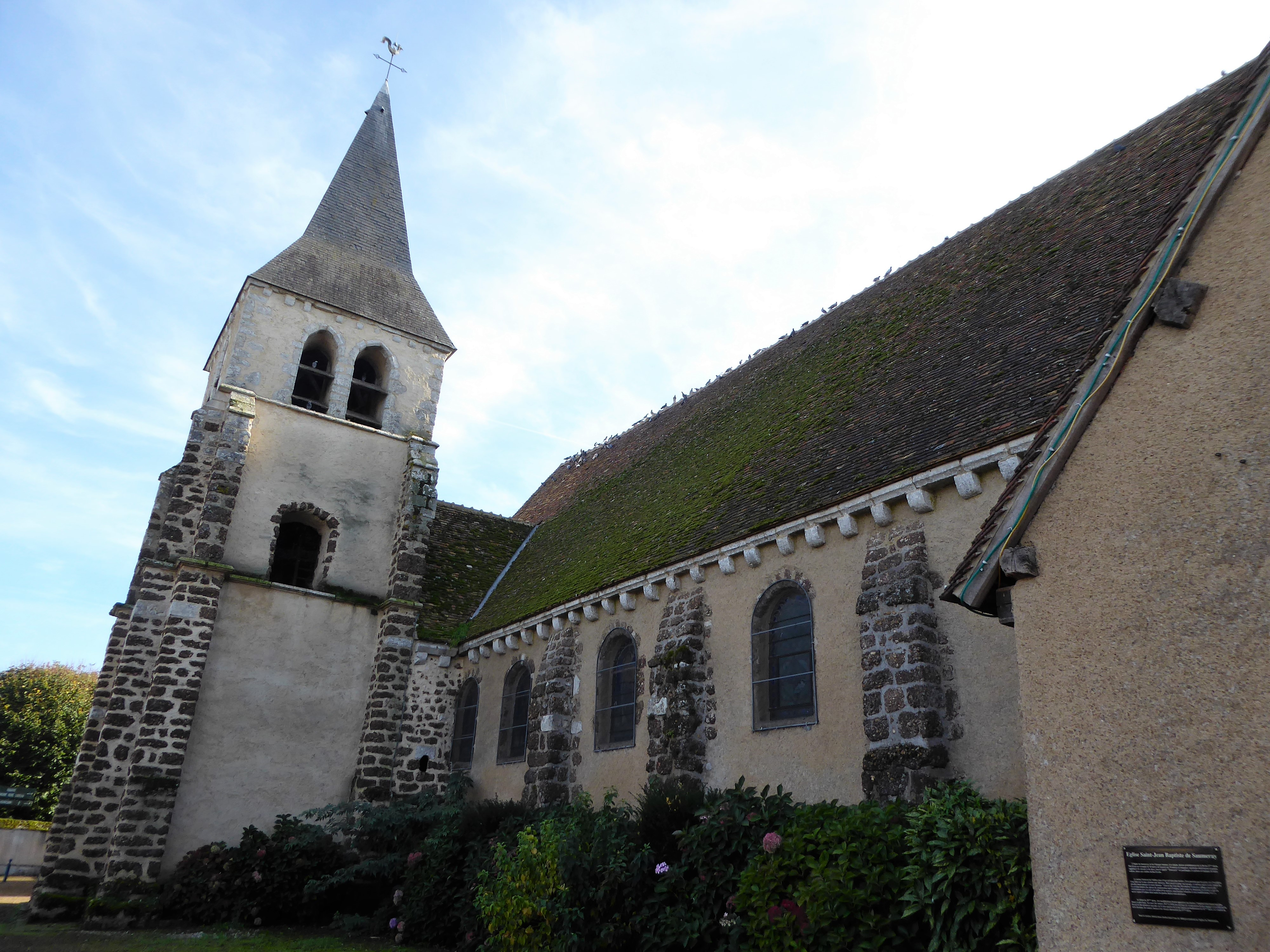
Clocher, mur nord et porche.
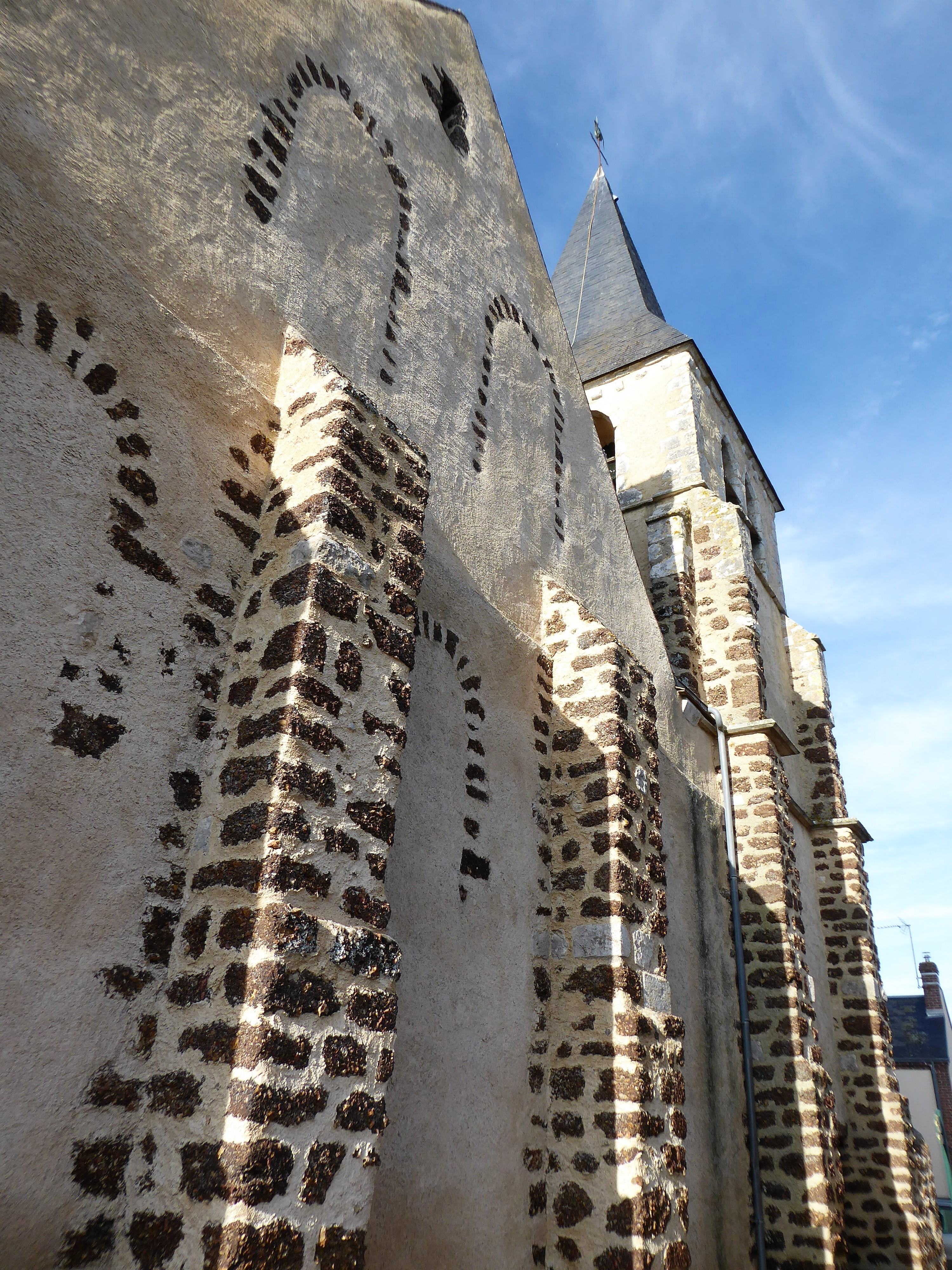
Façade est.
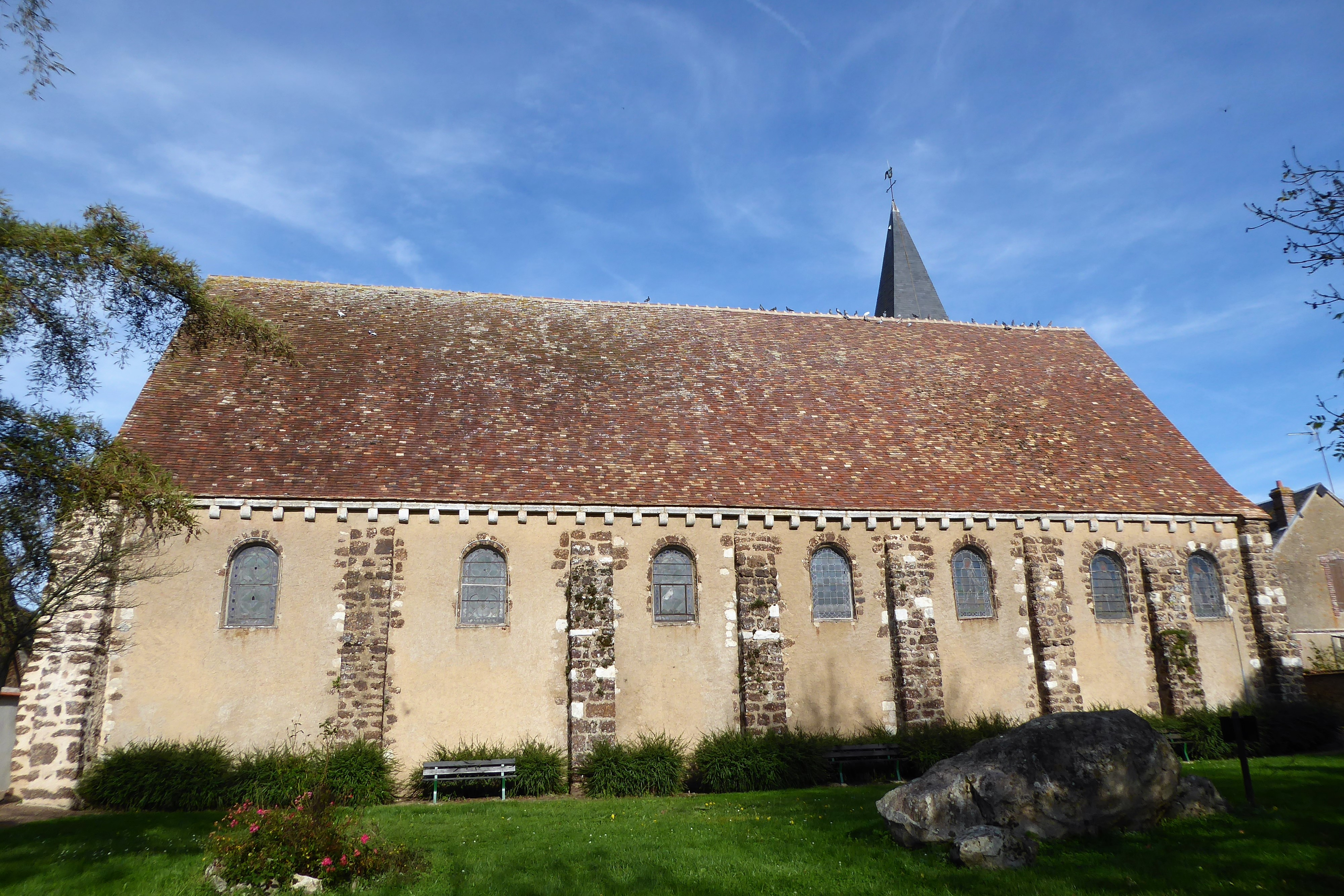
Mur sud et polissoir.

#### Autres lieux et monuments
- Derrière l'église, un jardin public invite le touriste au repos, un polissoir joliment installé en complète le décor.
- La mairie, avec son toit possédant un clocheton, attire l'œil du visiteur.
- Les ballastières animent également ce petit bourg.

Autres lieux et monuments de Saumeray
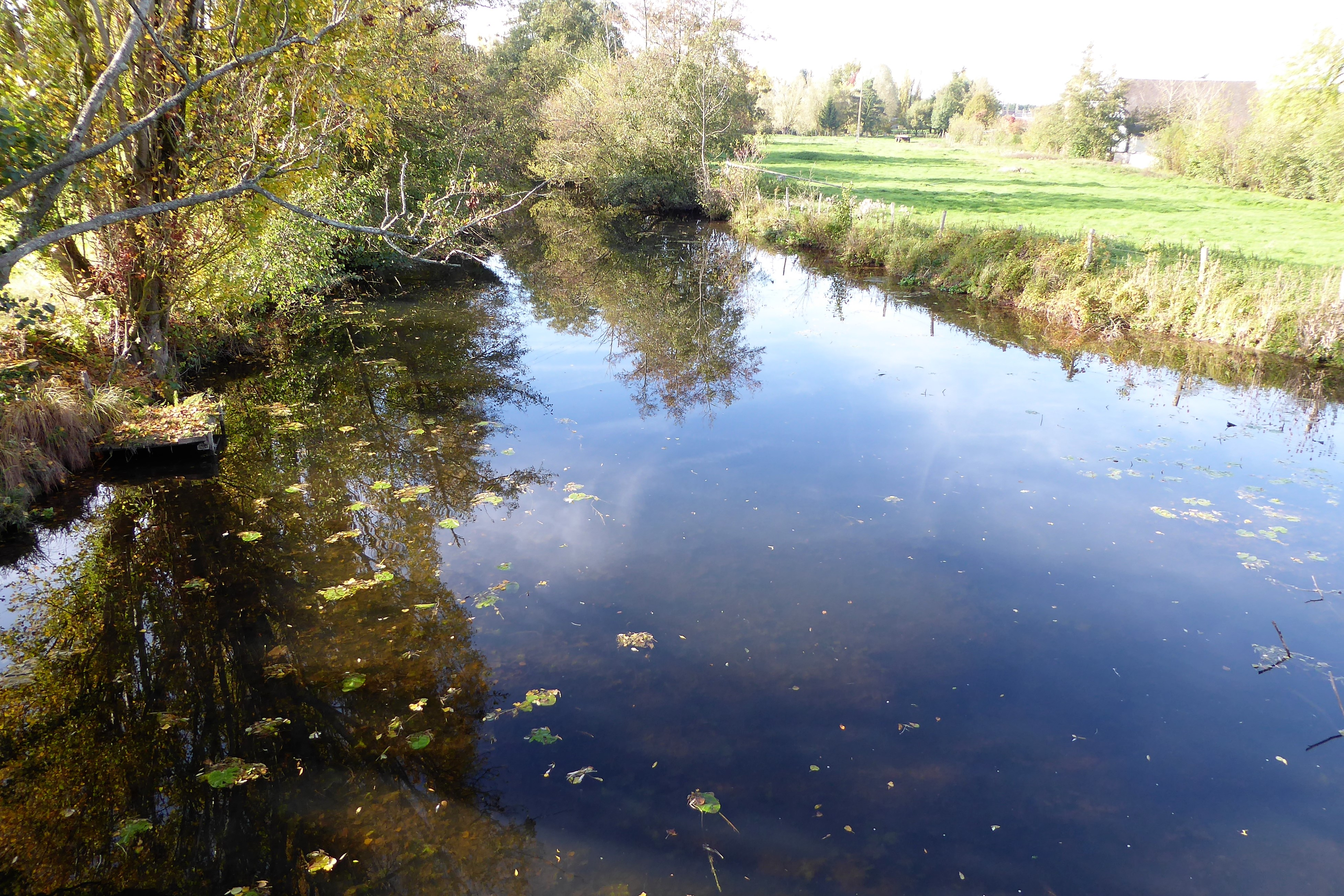
le Loir, vue amont à partir du pont.
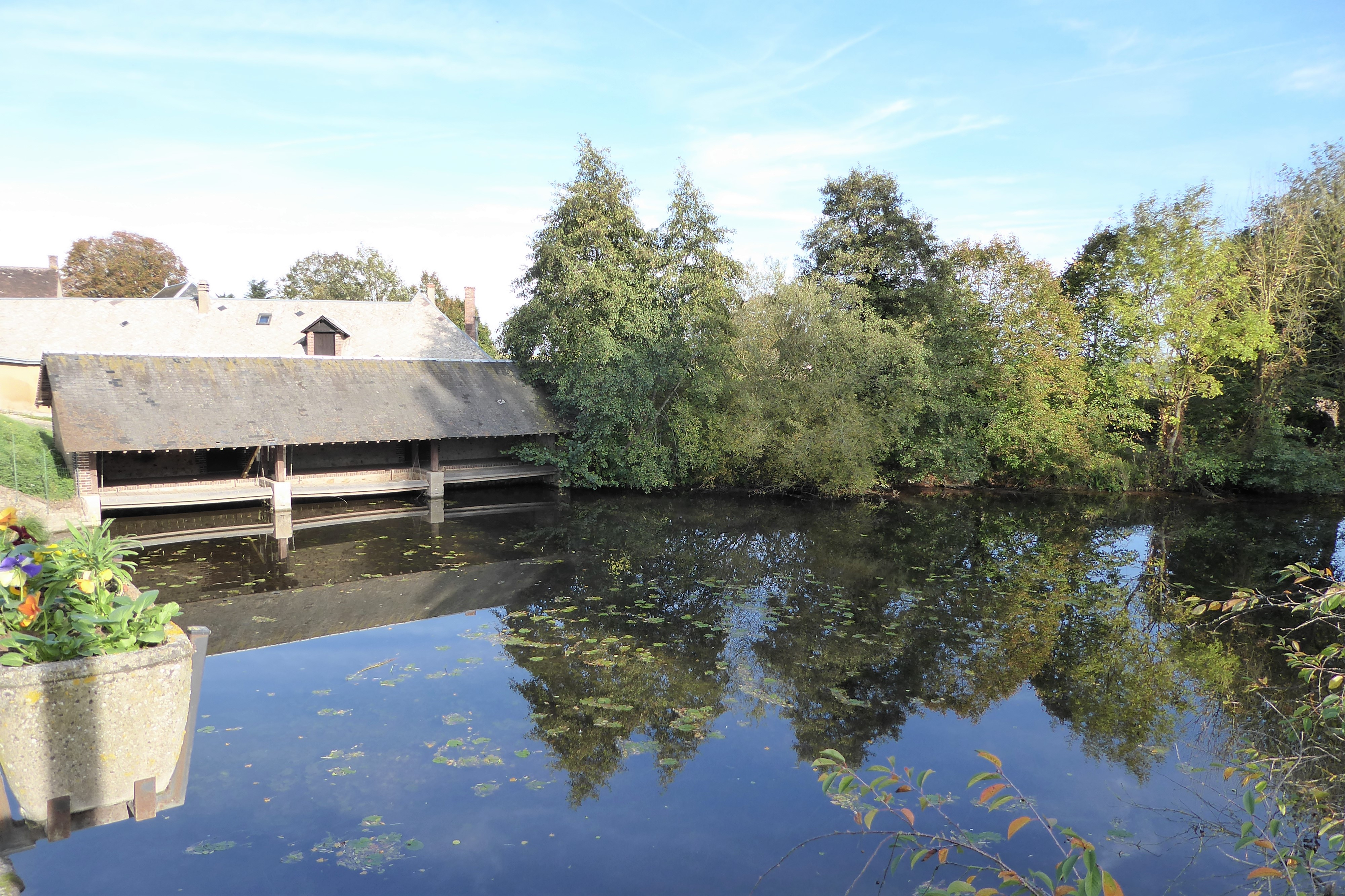
Le Loir et un ancien lavoir, vue aval à partir du pont.
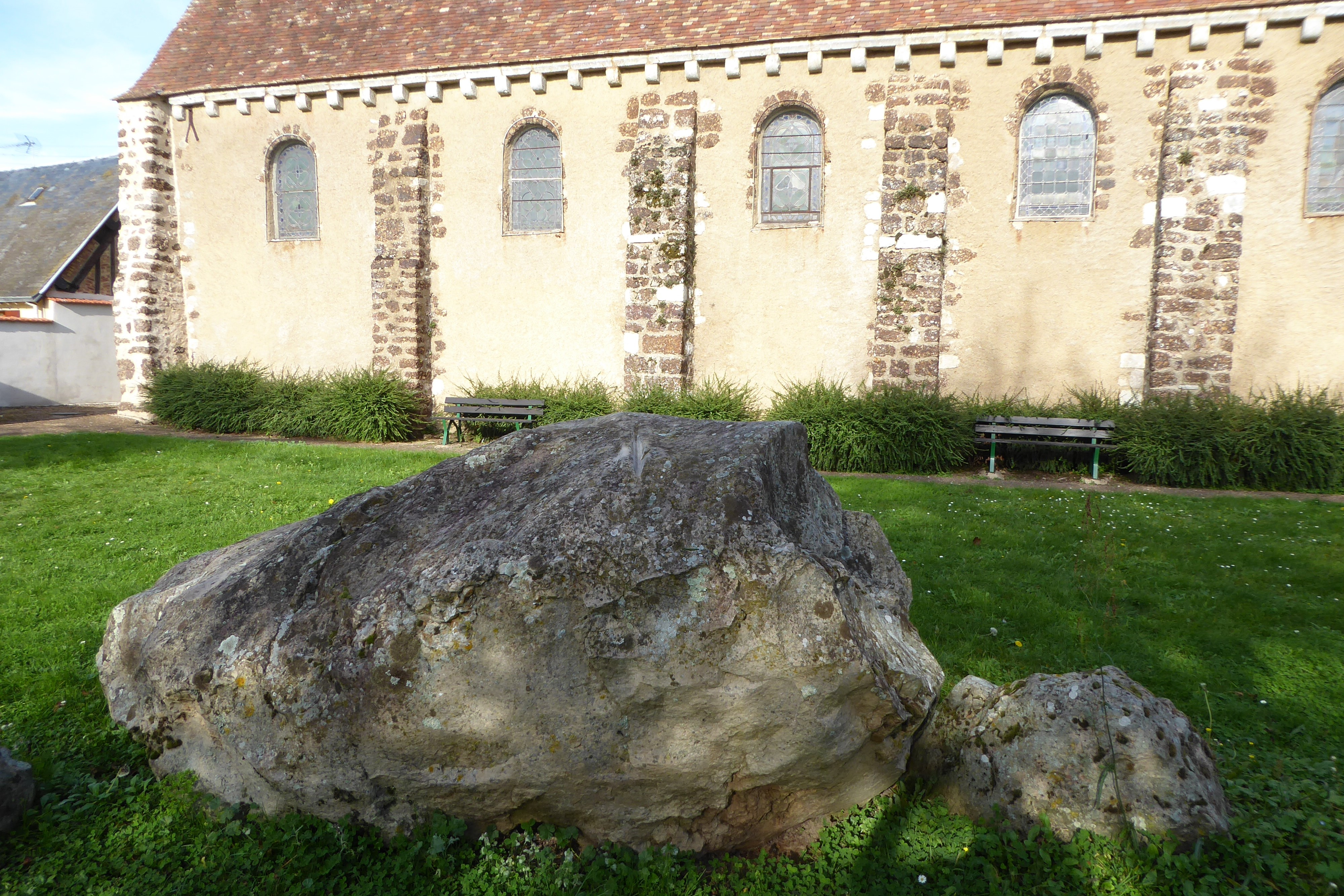
Polissoir et mur sud de l'église.
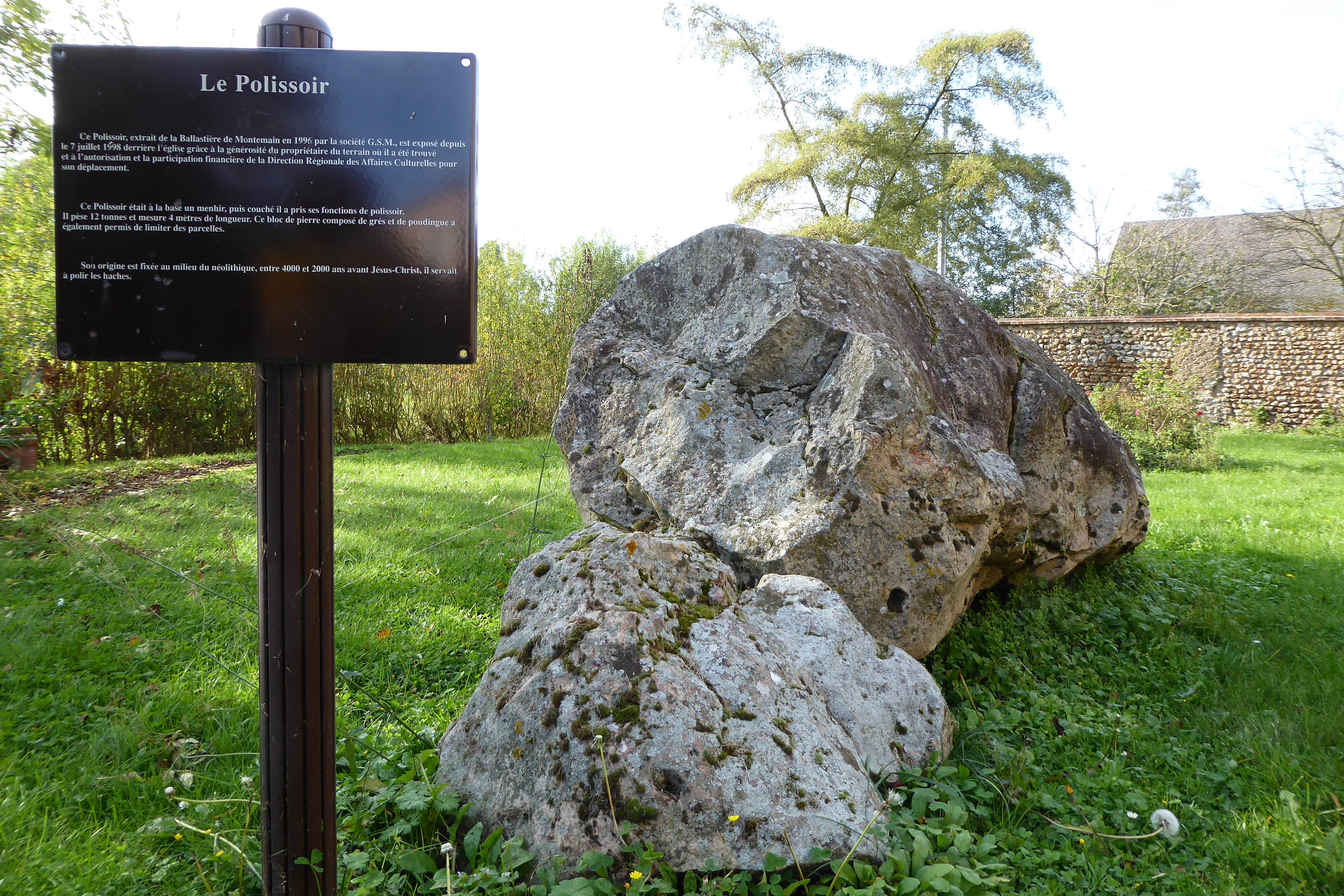
Pierre de Montemain, ancien menhir puis polissoir.

### Source
- Annuaire cantonal de Bonneval, 1989.